# Selenops para
Selenops para là một loài nhện trong họ Selenopidae.
Loài này thuộc chi Selenops. Selenops para được J. A. Corronca miêu tả năm 1996.